# دليل إندونيسيا
دليل إندونيسيا كتيب تم نشره من قِبل منشورات مون في كاليفورنيا، وكان كتاب الدليل السياحي باللغة الإنجليزية الرئيسي لإندونيسيا بأكملها بين سبعينيات وتسعينيات القرن الماضي.

## التاريخ
بدأ الكتاب في عام 1973 كمنشور مطبوع على الآلة الكاتبة، ملاحظات المسافر: إندونيسيا طبعه دالتون عندما كان مسافراً في أستراليا. أدى ذلك إلى قيام دالتون بتكوين شركته «منشورات مون» عندما عاد إلى كاليفورنيا، مع توسيع ونشر ملاحظات السفر الخاصة به ككتيب كامل باسم «دليل إندونيسيا».
كانت الإصدارات السابقة في أواخر السبعينات أصغر بكثير من الإصدارات الأحدث. خلال عصر سوهارتو تم حظر كتاب الدليل في بعض الأحيان. بحلول وقت الإصدار الأخير الذي نشر في عام 1995 كان طول الكتاب 1380 صفحة.
قام مون بتوسيع نطاقه لنشر عدد كبير من كتيبات السفر، بعد التنسيق الناجح لكتيب إندونيسيا، ليشمل مناطق أخرى على سبيل المثال كتيب جنوب المحيط الهادئ بواسطة ديفيد ستانلي. باع دالتون اهتمامه في مطبوعات مون في عام 1999، وأصبح أصحابها الجدد يتسلمون اللقب.

## منشورات أخرى
نشرت وزارة الإعلام في حكومة إندونيسيا مجلدًا يحمل نفس العنوان بين عامي 1970 و1977، وقد جمعه وأصدره معهد يابينبا لنشر اللغات الأجنبية. في عام 1996 تم استخدام لقب دليل إندونيسيا لكتاب إرشادي جديد من قبل كتب فوتبرينت، ناشر دليل أمريكا الجنوبية.